# Familie und Recht
Die Zeitschrift für Familie und Recht (FuR), Untertitel Zeitschrift für die anwaltliche und gerichtliche Praxis ist eine juristische Fachzeitschrift auf dem Gebiet des Familienrechts. Den Schwerpunkt der Zeitschrift bildet das Unterhaltsrecht.
Sie erscheint seit 1990 in monatlicher Erscheinungsweise. Herausgeber ist der Luchterhand-Verlag Neuwied. 
In der Zeitschrift werden Abhandlungen zu verschiedenen Teilgebieten des Familienrechtes veröffentlicht, Dokumentationen (Unterhaltstabellen, Unterhaltsleitlinien usw.) sowie Buchbesprechungen familienrechtlicher Art aufgenommen. Einen großen Teil macht die Rechtsprechung, ebenfalls zum Unterhaltsrecht, aus.
Auf einzelne Artikel verweist man durch Angabe des Kürzels „FuR“, des Jahrgangs und der Seite. Bei Verweisen auf Gerichtsentscheidungen, die in der FuR abgedruckt worden sind, wird zusätzlich das Gericht genannt.